# 무굴 회화

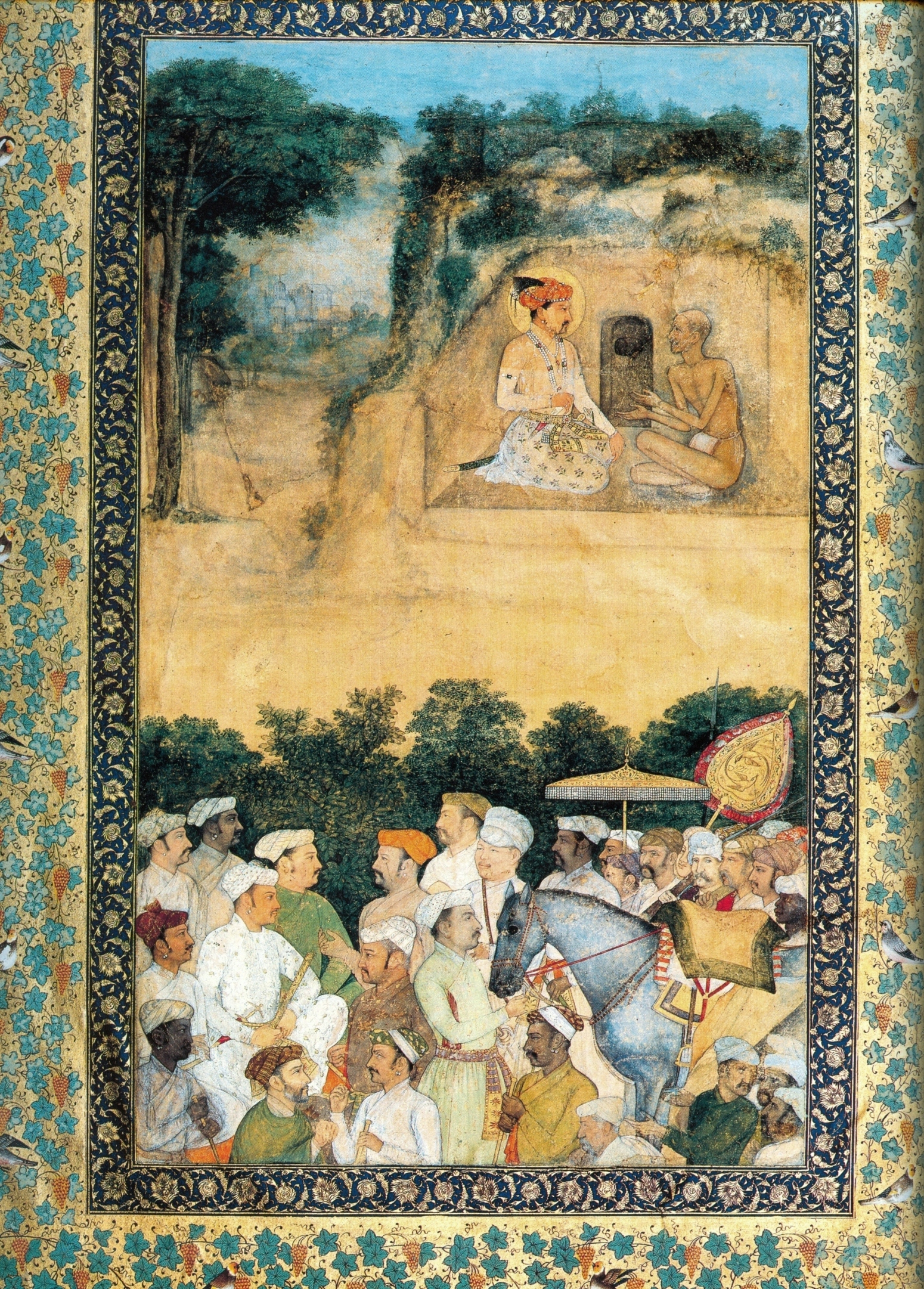

무굴 회화(Mughal painting)는 책 삽화나 앨범(muraqqa)에 보관할 단일 작품으로 세밀화에 국한된 종이에 그린 남아시아 스타일의 회화로, 인도 아대륙의 무굴 제국 영토에서 유래되었다. 이 회화는 페르시아 세밀화(일부 중국화 (회화)에서 유래)에서 유래했으며 16~18세기 무굴 제국 궁정에서 발전했다. 전투, 전설적인 이야기, 사냥 장면, 야생 동물, 왕실 생활, 신화 및 기타 주제가 모두 회화에 자주 묘사되었다.
무굴 황제는 무슬림이었으며 그들은 아대륙에서 이슬람을 통합하고 무슬림(특히 페르시아) 예술과 문화 및 신앙을 전파한 것으로 알려져 있다.
무굴 회화는 전형적인 페르시아 세밀화보다 사실적인 초상화에 즉시 훨씬 더 큰 관심을 보였다. 동물과 식물은 많은 앨범 세밀화의 주요 소재였으며 더욱 사실적으로 묘사되었다. 인도 문학뿐만 아니라 페르시아 문학의 많은 고전 작품이 계속해서 설명되었지만, 바부르가 시작한 회고록이나 일기를 쓰기 위한 무굴 황제의 취향은 공식 문학의 파드샤나마(Padshahnama) 장르와 같이 가장 화려하게 장식된 텍스트 중 일부를 제공했다. 역사. 주제는 다양하며 초상화, 사건, 궁중 생활 장면, 야생 생활, 사냥 장면, 전투 일러스트레이션 등이 포함된다. 중앙 이미지(대부분 여기에 표시된 이미지에서 잘림)를 구성하는 풍부하게 장식된 테두리의 페르시아 전통은 높은 관점의 페르시아 관습의 수정된 형태와 마찬가지로 계속되었다.
무굴 회화 스타일은 나중에 무슬림과 힌두교, 나중에 시크교 등 다른 인도 궁정으로 퍼졌으며 종종 힌두교 주제를 묘사하는 데 사용되었다. 이것은 주로 인도 북부에서 발생했다. 이 법원에서 많은 지역 스타일을 개발하여 더 대담해지지만 덜 세련되는 경향이 있다. 이들은 종종 "무굴 이후", "무굴 하위" 또는 "지방 무굴"로 설명된다. 외국 페르시아 요소와 원주민 인도 요소의 혼합은 초기 델리 술탄국이 시작한 외국 문화의 다른 측면에 대한 후원과 가즈나 왕조와 같은 다양한 중앙아시아 왕조가 이를 아대륙에 도입한 결과였다.

## 같이 보기
- 라지푸트 회화
- 서양화